# ویلیام کینگ هیل
ویلیام کینگ هیل (انگلیسی: William King Hale; ۲۴ دسامبر ۱۸۷۴ – ۱۵ اوت ۱۹۶۲) شخصیت جنجالی تاریخ آمریکا و از عاملان اصلی قتل‌های اوسیج در اکلاهما بود. او که خود را «سلطان تپه‌های اوسیج» می‌نامید، با ثروتی که از گاوچرانی، قتل و کلاهبرداری بیمه به دست آورده بود، به مقام رئیس حزبی و رئیس جنایتکار در شهرستان اوسیج رسید.

## زندگی شخصی
هیل در ۲۴ دسامبر ۱۸۷۴ در تگزاس به دنیا آمد و در ۱۶ سالگی برای گاوچرانی به اکلاهما رفت. با کشف نفت در قلمروی قبیله اوسیج، هیل وارد معاملات با سرخپوستان شد و ثروت قابل توجهی به دست آورد. اما او به این اکتفا نکرد و با نفوذ در ساختار سیاسی منطقه، کنترل بسیاری از امور و منابع اوسیج را به دست گرفت.

## قتل‌های اوسیج
پس از آنکه قبیله اوسیج با کشف نفت ثروتمند شد، موجی از قتل‌های هدفمند و مشکوک جان ده‌ها عضو ثروتمند قبیله را گرفت. تحقیقات بعدی که توسط اف‌بی‌آی انجام شد، هیل را به عنوان یکی از طراحان اصلی این قتل‌ها شناسایی کرد. هیل و همدستانش با اغفال، فریب و در برخی موارد قتل، به ثروت و دارایی‌های قربانیان دست می‌یافتند. پس از تحقیقات گسترده، هیل در سال ۱۹۲۹ به اتهام قتل هنری رون، یکی از اعضای ثروتمند قبیله، به حبس ابد محکوم شد. او چندین بار تلاش به فرار کرد و حتی توانست در ۱۹۴۷ پس از ۱۹ سال حبس، به‌طور مشروط آزاد شود. با این حال، تا پایان عمر تحت نظر باقی ماند و در ۱۹۶۲ در آریزونا درگذشت.